# Hecalocratus pallidus
Hecalocratus pallidus är en insektsart som beskrevs av Evans 1966. Hecalocratus pallidus ingår i släktet Hecalocratus och familjen dvärgstritar. Inga underarter finns listade i Catalogue of Life.